# Guild Wars 2
Guild Wars 2 je MMORPG proizvedena od strane kompanije ArenaNet i objavljena od kompanije NCSoft. Radnja se odigrava u velikoj fantazijskoj zemlji pod imenom Tirija (engl. Tyria) i prvobitno prati sastavljanje poznate grupe heroja 5 rasa, Destiny's Edge, kako bi porazili drevne zmajeve koji jačaju svojim uticajem na zemlju Tirije još od prve igre, Guild Wars. Igrači igraju u stalnom svetu Tirije, dok se radnja priče odigrava u instancama.
Kompanija ArenaNet tvrdi da se trudi da napravi Guild Wars 2 originalnim, čineći igrača uticajnim nad pričom, funkcijom koja je uobičajna za samostalne RPG igre, međutim retko viđena u MMORPG igrama. Dinamički događaji zamenjuju tradicionalan način izvršavanja zadataka, gde su igrači ohrabljeni da se udruže i zajedno rade zadatak, iako nisu u istoj grupi. Takođe, suprotno od tradicionalnih MMORPG igara, igrica ne podržava, takozvano, ˝sveto trojstvo˝, gde je jedan igrač napadač, drugi pomoćnog karaktera i treći igrač onaj koji može primiti najviše udaraca, već svaka klasa u igrici igra sve tri uloge u zavisnosti od toga kako ih igrač razvije, samim tim rešavajući kompleksnost koju si magični tipovi imali u Guild Wars-u.
Guild Wars 2, kao i Guild Wars ne zahteva mesečnu pretplatu, ali zahteva kupljenu kopiju igre. Po zvaničnim informacijama NCSoft-a i ArenaNet-a, za dve nedelje otkako je igra prvo izašla, oko 2 milione kopija je prodato. sa najvećim brojem igrača od oko 400,000. Guild Wars 2 je trenutno dostupan samo za personalne računare (PC).

## 
je napravljen u jako modifikovanom game engine-u na kome je napravljen i Guild Wars proizveden od strane ArenaNet-a. Prepravljeni su 3D performanse, poboljšani su grafika i animacije, i dodat je Havock fizički sistem.
Guild Wars 2 omogućava igraču da kreira lika iz kombinacije pet rasa i osam profesija, pet rasa kao ljudi i čar, uvedene u Prophesis, asura i norn, uvedene u Eye of the North, i silvari, ekskluzivno za Guild Wars 2. Profesije, od kojih se tri ne pojavljuju u Guild Wars-u, podeljene su u oklopne klase: "akademci" sa lakim oklopom, "avanturisti" sa srednjim oklopom i "vojnici" sa teškim oklopom. Ne postoji posvećena klasa za isceljenje jer su developeri smatrali da je neophodno da svaka grupa ima iscelitelja restriktivna.
Rasa i profesija igrača određuju veštine kojima mogu da pristupe. Guild Wars 2, kao i Guild Wars, koristi borbeni sistem zasnovan na veštinama, pri čemu igrači moraju odabrati samo 10 veština iz mnogo većeg izbora, uvodeći element strategije. Međutim, za razliku od Guild Wars-a, slotovi za veštine imaju predefinisane uloge: prvih pet se određuju prema oružju igrača i profesiji, šesti je za lečenje, od sedmog do devetog će biti veštine bez definisanih uloga koje su otključane kako igra napreduje, a deseti slot je za "elitnu" veštinu, koja je takođe prvobitno zaključana. U odstupanju od velikog broja veština prisutnih u Guild Wars-u, Guild Wars 2 će se fokusirati na kvalitetu veština u odnosu na količinu  i takođe će smanjiti ukupan broj načina igranja kako bi se smanjila složenost balansiranja - jedan od najčešćih prisutnih problema u MMORPG žanru.
Granica niskog nivoa koja je bila u Guild Wars-u (20) je zamenjena sa 80, koju developeri navode da čini jasnu ravnotežu između omogućavanja razvoja karaktera i izbegavanja primoravanja igrača na igru zasnovanu na grajndu koja često prati granicu visokog nivoa,  čija je eliminacija bila osnovni princip dizajna originalnih Guild Wars 2. Igrač u odnosu na okruženje ima sistem skaliranja koji snižava nivo i statistiku igrača odražavajući se na nivo čudovišta, čime se održava globalni nivo težine. Kod PvP moda, igrač će imati pristup gotovo svim veštinama i stavkama, i takmiči se na fiksnom nivou 80,  tako da svi igrači budu na ravnopravnom terenu.
Pored gore opisane niskorazmerne taktičke borbe, igra karakteriše "World versus World"(srp. Svet protiv Sveta), borba visokih razmera koja se odvija u sporednom svetu nezavisnom od glavnog sveta. Igrači su u mogućnosti da uđu i izađu u bilo kom trenutku i poseduju sposobnost da konstruišu oružje za opsadu, i da budu nagrađeni nagradama koje su srazmerne njihovom uspehu. Guild Wars 2 nudi osam zanatskih disciplina, omogućujući igraču da trenira dva u isto vreme, uz naknadu za prebacivanje. Iako postoje osnovni recepti, igrač može da eksperimentiše sa različitim kombinacijama sastojaka da bi otkrio nove recepte. Pošto je igra postavljena 250 godina nakon svog prethodnika, igrači nisu u stanju da prenose svoje likove. Međutim, dostignuća i priznanja akumulirana od strane svih likova na nalozima igrača Guild Wars-a. Svako postignuće zarađuje bodove koji daju određene bonuse u Guild Wars 2. Nalozi obe igre moraju biti povezani kako bi se stekli ovi bonusi.

### Okolnost
se odvija u svetu fantastike Tirije, 250 godina nakon poraza igrača od Velikog Razarača (eng. Great Destroyer) u ekspanziji Eye of the North. Pet takozvanih starih zmajeva koji su dremali ispod kontinenta probudili su se tokom Guild Wars-a, uzrokujući široko razaranje Tirije i korumpiranje njenih stanovnika. Nekada dominantni ljudi Tirije su u opadanju, istisnuti iz većine njihove zemlje prirodnim katastrofama i ratom sa narodom Čar, koji su napokon povratili posljednje ostatke svoje predačke domovine Askalona od ljudi. Na severu, narod Norn, ponosna rasa nordiski lovci, prisiljena je na jugu usponom Jormag, starog ledenog zmaja. Na zapadu, tehnološko napredni narod Asura je bila primorana da uspostavi stalne domove iznad zemlje nakon što su sluge prvog zmaja koji se probudio, Primordus, preuzeli kontrolu nad dubinama Tirije. U blizini šuma u kojima Asura čini svoj dom živi narod Silvari, nova rasa koja se pojavila u Tiriji tokom proteklih 25 godina, bez uticaja poteškoća koje muče druge rase, ali sa još neobjašnjivom vezom sa Starim Zmajevima.
Na jugu je kontinent Kanta bio odsečen od izolacionističke i ksenofobične političke klime, koja je pojačana Zajtanovom besmrtnom mornaricom. I kontinent Elona je odsečen; jedini nagoveštaj njegovog daljeg prosperiteta je stalna bitka između Palava Džokinog (eng. Palawa Joko) mordanskog polumeseca i Kralkatorika (eng. Kralkatorrik) , kristalnog zmaja u Kristalnoj Pustinji (eng. Crystal Desert), kao i povremenih izveštaja špijuna Reda Šapata (eng. Order of Whispers)(tajne organizacije). Bojna ostrva su potpuno izbrisana sa karte plimnim talasom izazvanim ponovnim pojavljivanjem palog kraljevstva Ora, koje je došlo sa buđenjem Zajtana (eng. Zhaitan).
Napredovanje vremena iz Guild Wars-a ogleda se u promenama u kulturi, uključujući oklop i odeću, kao i u unapređenju tehnologije u igri i ujedinjenog zajedničkog jezika.

### Priča
Igrač je zadužen za spajanje članova raspuštenog Destiny's Edge, multi-rasnog avanturističkog gilda čiji su članovi mukama i eventualno ponovno okupljanje služe kao mikrokosmička metafora za veće objedinjavanje igranih rasa, čija je kombinovana snaga potrebna za efikasnu borbau protiv Zajtan-a, besmrtni drevni zmaj. 
Nakon poraza drevnog zmaja Zajtan-a u igri "Personalna priča", počela je prva sezona "Living World". Ova priča je pratila karakter igrača koji se pridružio novoj grupi ljudi u borbi protiv zagonetnog i ludog Silvarija, Skarlet Briar, dok je stvarala čudne neprijateljske grupe kao što je Molten Savez (eng. Molten Alliance) (tim između zlog Čar-a i Dredge-a poput krtica), Toksične Alliance (eng. Toxic Alliance) (kombinacija Krait-a sa gušterima i spliter grupe Noćnemore, grupa zlih Silvarija) i Aetherblades, steampunk-ski pirati. Igrač i njegova nova grupa heroja, sastavljeni od likova iz svake rase, bore se protiv Skarlet, oni takođe uče o njenoj prošlosti i istražuju šta ona to traži. Sezona je kulminirala kada je Skarlet napala grad Lavov Luk (eng. Lion’s Arch), spustivši ogromnu bušilicu poznatu kao Breachmaker u centru grada. Igrač i njegovi junaci su uzvratili udarac i ubili Skarlet, ali ne pre nego što je Lavov Luk (eng. Lion’s Arch) ostao u ruševinama, a Breachmaker probija Lei Line, probudivši ranije nepoznatu džunglu starijeg zmaja, Mordremoth.
Druga sezona "Living World" je započela gde je sezona 1 stala, šaljući igrača prema Maguma Vastes-u (eng. Maguuma Wastes) da bi se borili protiv Mordremoth-a uz pomoć svojih kolega heroja i Destini's Edge. Sezona je počela padom Zephirite Sanctum, grupe vazdušnih brodova naseljenih sledbenicima sada mrtvog zmaja, Glinta, koji je pobegao iz kontrole Starih Zmajeva i pokušao da pomogne Destini's Edge-u da ubije jednog od Starih Zmajeva pre događaja u igri. Igrač i njegovi saveznici pratili su stazu Skarlet Briar u Dry Top, regionu na zapadu, i istraživali o drevnim zmajevima. Igrač je takođe saznao za jaje koje je Glint položio pre svoje smrti i otišao u potragu za njim. Kasnije, sve rase se ujedinjuju protiv Mordemota, i Pakt se ponovo priprema da se bori sa Drevnim Zmajem. Međutim, dok je igrač lovio Glintovo jaje i naučio mnoge tajne iz prošlosti, folta Pakta je uništena preko džungle razornim napadom Mordremotha.
Heart Of Thorns skreće pažnju igrača na razbijenu flotu Pakta. Igrač je jurio za Glintovim jajetom, koje je ukrao član Silvari iz Destini's Edge. Pronalaženje preostalih paktskih vojnika, igrač naređuje Paktu da se regrupiše i počne da drži deo unutar Verdant Brink-a, koristeći palu flotu kao priliku da započne napad na džunglu. Mordremoth planira da uzme jaje i jednom zauvek slomi Pakt. Napredujući dalje ka džungli na tragu izgubljenog Silvarija, igrač se suočava sa gubitkom člana Destini's Edge, ali u obrtu sudbine, se ujedinjuje sa jajetom. Prolazeći kroz džunglu sa Paktom, igrač susreće tajanstvenog Ekalted-a. Sledbenici zaboravljenih, i zaštitnici Glintovog potomstva, uče igrača o važnosti jajeta, u upućuje igrača da ostavi jaje u njihovom zlatnom gradu, tako da igrač može napredovati prema zmaju. Unutar džungle otkriven je drevni grad Asura, koji otkriva velike količine informacija o moćima zmajeva i zlobnih grabljivaca, pri čemu je Pakt preuzeo tačku da prodre u zmajevu teritoriju i završi borbu jednom za svagda. Posle svih napada i spasavanja, igrač mora da se suoči sa zmajem Mordremothom i pobedi ga u umu Maršala Pakta, ali po cenu života Maršala. Kako Mordremot nestaje, kontinent Tiria oseća ogroman šok kako magija ponovo teče.

### Razvoj
Odluka da se počne sa stvaranjem Guild Wars 2 počela je na sastanku dizajna za Guild Wars Utopia, kada je kompanija objavljivala kampanje na šestomesečnom razvojnom ciklusu. Tim je shvatio da neće moći da urade sve što žele u okviru ograničenja opsega koji su prethodno definisali za kampanje i ograničenog vremena koje im je bilo na raspolaganju, i na zahtev Džefa Straina, su se raspravljali o tome kako nastavak dodavanja karakteristika i sadržaja u samim kampanjama je dovelo do povećanih tutorijala i poteškoća u balansiranju sve većeg broja veština. Na kraju, diskusija se razvila u plan za potpuno novu igru. 
Rad na Guild Wars 2 počeo je 2007. godine.  Najavljeno je 27. marta 2007.  da se podudara sa najavom završne ekspanzije Guild Wars-a, koja je dizajnirana da deluje kao most, kako u igrama tako i pojmovima, do Guild Wars 2.  Razvojni tim je napustio otvaranje alfa i beta testiranje koje su koristili za igru Guild Wars. ArenaNet je smatrao da su se očekivanja igrača za otvorene beta testove MMORPG-a promenila, a beta se više nije koristila za testiranje igre, već da se proba igra gotovo završena pre kupovine. Beta testovi zakazani za 2008. su otkazani kako bi se osiguralo da je Guild Wars 2 imao maksimalan učinak i privlačnost tim igračima.
U avgustu 2009. godine, dve godine nakon što je igra prvi put objavljena, ArenaNet je odlučio da je igra stigla do stanja za koji su bili srećni da je pokažu javnosti. Trailer sa mešovitom animiranom konceptualnom umetnošću i snimkom u igri objavljena je na Gamescon-u, nakon čega su sledili intervjui koji su se proširili na priču igre i informacije o rasama za igrače.
U novembru 2009. godine, izvršni direktor NCsoft-a Džeao Lee izjavio je da igra najvjerovatnije neće biti objavljena do 2011. godine, ali će zatvorena beta biti dostupna 2010. godine. Q4 dnacija 2009. su dodatno podržale to kada je CEO izjavio da je "trenutni razvojni cilj bio kraj 2010. godine, ali Guild Wars 2 verovatno neće biti objavljen do 2011." Demonstracija igre je dostupna na Gamescon-u (19-22. avgust 2010), Penny Arcade Expo (3–5. septembar 2010) i Paris Games Week (27. oktobar - 1. novembar 2010). Igra je razvijena za Microsoft Windows sa "vrlo malim timom" koji istražuje mogućnost konzolne verzije.
ArenaNet je sproveo male alfa i beta testove u 2011. 23. januara 2012. objavljeno je da će Guild Wars 2 biti dostupan ove godine. U februaru, selekcija ljudi je pozvana da učestvuje u beta testiranju. U martu i aprilu, veličina beta testova je značajno povećana kako je beta postala dostupna svima koji su prethodno kupili igru. Dana 28. juna 2012, ArenaNet je objavio da će igra biti objavljena 28. avgusta 2012, a oni koji su kupili igru mogli bi da igraju 25. avgusta 2012. 18. septembra 2012. izdat je Mac OS klijent za Guild Wars 2; trenutno je u beta testiranju.

### Razvoj nakon objave
je dobijao ažuriranja sadržaja svake dve nedelje, ali sada planira velika ažuriranja na svakih nekoliko meseci, uz manje zakrpe i ispravke grešaka između njih. Ažuriranja sadržaja redovno sadrže nove stvari dostupne za kupovinu u prodavnici dragulja, kao i jedinstvene događaje u kojima se igrači mogu uključiti. Neka ažuriranja sadržaja uvode novu mehaniku u igru, kao što su dodavanje novih tamnica ili uvođenje novih opcija borbe .
U ažuriranjima sadržaja Lost Shores objavljenim 16. novembra 2012, u igru je dodata nova tamnica. Nazvani Fractals of the Mists, nova tamnica se razlikuje od ostalih tamnica u igri tako što se sastoji od mnogo manjih "mini-tamnica" zvanih Fraktali. Svaki fraktal sadrži svoju priču i okruženje i mora biti završen kako bi prešao na sledeći slučajno odabrani fraktal. Kada se završe tri fraktala, otključava se novi skup fraktala koji nude veći izazov od prethodnog. Ovo ažuriranje je takođe uvelo novi nivo retkosti za opremu nazvanu Asended (eng. Ascended) koja se može steći kroz različite izvore, mada najlakše kroz Fraktale.
Ažuriranje Flame and Frost: Prelude objavljen 28. januara 2013. predstavio je nekoliko novih mogućnosti Guild Wars 2, uključujući i Laure, gostovanje i novi sadržaj "Living Story". Laure za dostignuća su nagrade za ostvarivanje dnevnih i mesečnih postignuća, a igrači ih mogu koristiti za kupovinu artikala od određenih dobavljača kao što su Asended oprema i infuzije za tu opremu. Gostovanje je uvedeno kako bi se omogućilo igračima da privremeno igraju na istom serveru kao i njihovi prijatelji, bez potrebe da prebacuju svoj dom na novi server. U vezi sa ovom novom funkcijom, dodata je naknada za igrače koji žele da prebace svoj dom na drugi server. Konačne nove karakteristike koje su dodate tokom ovog ažuriranja bilo je uvođenje sadržaja Living Story. Living Story u Guild Wars 2 sastoji se od niza događaja i drugih sadržaja koje igrači moraju da ostvare u određenom vremenskom periodu. Kada ovaj put prođe, priča napreduje i novi sadržaj se otključava dok prethodni sadržaj postaje nedostupan, iako efekat priče na svet ostaje. Sadržaj Living Story ima za cilj da pruži nastavak priče koju će igrači pratiti.
Dva sledeća ažuriranja sadržaja, Flame and Frost: The Gathering Storm i Flame and Frost: The Razing, objavljen u februaru i martu 2013. godine, dodali su gildske misije, uveli novi sistem progresije za Guild Wars 2 Svet protiv Sveta (eng. World versus World skraćeno WvW) režim igre, napredovali su Flame and Frost Living Story i predstavljeni sadržaji koji postavljaju elemente priče za buduće priče o živoj priči. Gildske misije su uvele mogućnost da gildovi zarađuju zasluge u gildu angažovanjem u nagradama i grupnim zagonetkama. Gildski lideri mogu koristiti zasluge za otključavanje nagrada za njihov gild. Novi sistem progresije u WvW predstavio je novi XP posvećen njemu i nove rankove, koji se mogu koristiti za otključavanje novih naslova i sposobnosti ekskluzivno za WvW. Uvedena su i nova WvW dostignuća.
The Flame and Frost: Retribution ažuriranje objavljen u aprilu 2013. predstavio je novu tamnicu sa ograničenom raspoloživošću, nove gildske misije, dodao nove WvW sposobnosti i dodao novo oružje za opsadu i gildske banere za WvW igru. Nova tamnica, Molten Weapons Facility, poklopilo se sa završnim delom pripovesti o Flame and Frost Living Story i bilo je dostupno samo trinaest dana. Nove WvW sposobnosti omogućavaju igračima da postanu veštiji u korišćenju strela u WvW i omogućava igračima da napreduju kroz pet novih nivoa linije sposobnosti Ubice Gildov-a.
Predstavljen u maju 2013. godine, sledeće ažuriranje za Guild Wars 2 je započeo novu priču o živoj priči pod nazivom The Secret of Southsun koja će se nastaviti krajem meseca sa manjim ažuriranjem pod nazivom Last Stand at Southsun. Pored novog sadržaja žive priče, ažuriranjem je uveden još jedan veliki skup promena u WvW, uključujući mogućnost da igrači postavljaju zamke u WvW, poboljšanja sistema posvećenog XP-a, poboljšane nagrade i nove sposobnosti, poboljšanja u sistemu uparivanja i sposobnost za igrače da koriste posebnu opremu i infuziju u WvW igri.

### Uvod u
U junu 2013, dva nova ažuriranja sadržaja pod nazivom Dragon Bash i Sky Pirates of Tyria predstavili su novu priču o živoj priči, kao i nekoliko novih mogućnosti. Ove karakteristike su uključivale poboljšanja PvP tabela, uvođenje programa Ovlašćeni Komentator, mogućnost za igrače da kupe predmete iz prodavnice dragulja kao poklone za druge igrače, veliku nadogradnju balansa na veštine i osobine igre, prilagođene arene za strukturu PvP novi način gledanja i nova sposobnost za igrače da ovladaju WvW igrom.
Sledeće ažuriranje objavljeno je 9. jula 2013, pod nazivom Bazaar of the Four Winds. Najveća nova odlika koja je dodata u ažuriranju bio je sistem postignuća na čitavom nalogu koji omogućava igračima da otključavaju nagrade na osnovu broja ostvarenih bodova postignuća. Pored toga, nadogradnja je preuredila interfejs postignuća, uvela novu strukturiranu PvP mapu i uvela novo WvW masteri (eng. Mastery).
Tokom ostatka 2013. godine, ažuriranja Cutthroat Politics, Queen's Jubilee, Clockwork Chaos, Super Adventure Box: Back to School. Tequatl Rising, Twilight Assault, Blood and Madness, Tower of Nightmares, The Nightmares Within, Fractured, i A Very Merry Wintersday su objavljeni, ažurirajući i menjajući mnoga područja i mehanike igre širom sveta. Mnoge od ovih promena bile su stalne, ostavljajući trag u svetu da se pokaže da se događaj dogodio. Ažuriranja su uključivala redizajniranje bosa (eng. Boss), dodavanje novih putanja u tamnicama i rebalansiranje klasa tokom vremena.
Dana 2014. doneo je kraj "Sezone 1" ažuriranja sadržaja Living Story, The Origins of Madness, The Edge of the Mists, Escape from Lion's Arch, Battle for Lion's Arch, i Finale Battle for Lion's Arch: Aftermath. Ova ažuriranja su izdale novu WvW mapu i uništile su glavni grad sveta igre, Lion's Arch, dok je priča za eventualnu Sezonu 2 Living Story postavljena.
Tokom perioda između 1. i 2. sezone, izdat je paket za April 2014, remont sistema Trait-a (eng. Trait system), sistem Boja, sistem Kozmetike, PvP oprema i način na koji je opterećenje servera upravljano preko sistema koji se zove Megaserveri. Ovo je stvorilo svetske instance za sve igrače, bez obzira na njihov dom "svet", kako bi se omogućilo igri da se oseća više naseljeno. Ažuriranje zajedno sa karakteristikama je takođe popravio brojne greške i ponudio ravnotežu na mnogim rasama i klasama.
Dana 20. maja 2014. godine, u vreme objavljivanja Kineskih servera, objavljeno je ažuriranje Festival of the Four Winds koji je omogućio igračima pristup sadržajima iz dva prethodna ažuriranja, Queen's Jubilee i Bazaar of the Four Winds, zajedno sa novim aktivnostima.

### 2 sezona
Dana 1. jula 2014. godine, 2. sezona Living Story je počela sa izdanjem , koji je dodao deo nove istraživačke oblasti, Dry Top, i promenio način na koji je Living Story objavljivao priče, više nisu ograničene vremenom za završetak. Nakon toga, 15. jula 2014. godine, usledilo je preplitanje, koje je dodalo suvišnije odeljke Dry Top-a, i dodalo više postignuća, novo oružje za igrače i novi segment priče.
Dana 29. jula 2014, The Dragon's Reach: Part 1 je objavljen. Ovo je bio prvi deo u dvodelnoj priči. Ovo ažuriranje je dodalo još nekoliko nagrada za zonu Dry Top, dodalo nekoliko novih stvari i dostignuća, i dodalo neke nove događaje u različite zone širom sveta igre. 12. avgusta 2014. godine, drugi deo, The Dragon's Reach: Part 2 je objavljen, zaključujući prvi deo druge sezone Living Story i otpočinjući višemesečni prekid na sadržaju Living Story. Ova nadogradnja je dodala konačnu novu sekciju karti Dry Top, nove nagrade i događaje, nova dostignuća i balans igre.
Dana 9. septembra 2014. objavljen je drugi paket odlika, koji je značajno promenio i poboljšao Borbenoj Evidenciji, Trgovačka Kuća Crni Zmaj i iskustvo novog igrača, dodajući novi tip Dostignuća nazvanih Kolekcija, dodajući brojne izmene u Svetu protiv Sveta načinu igre, poboljšava prikaz ormara i minijaturnih ljubimaca, i pravi brojne rebalanse i promene u profesijama igre.
Dana 15. oktobra 2014. godine, prošle godine, događaj za Noć veštica, Blood and Madness je ponovo objavljen sa nekoliko novih događaja i nagrada.
Druga sezona Living Story se nastavila 4. novembra sa izdanjem , koji je uključivao dugačak segment nove priče fokusirajući se na priču o Glint-u i njenom Jajetu, između ostalog, čitavu potpuno novu mapu nazvanu The Silverwastes koja je dodala WvW mehaniku u PvE okruženju, uključujući i brojne nove nagrade i kolekcije, uključivao je isplativ Luminescent Shoulderguard oklop. Nakon toga je usledio Tangled Paths objavljen 18. novembra 2014, koji je dodao novi segment priče, nekoliko novih nagrada uključujući još jedan Luminescent komad oklopa i podzemnu sekciju na mapu Silverwastes.
Dana 2. decembra 2014. godine, izdato je sedmo izdanje u drugoj sezoni, pod nazivom 'Seeds of Truth, koje je sadržavalo novu instancu priče, veliki podzemni dodatak mapi Silverwastes koja je skoro udvostručila veličin, brojna poboljšanja PvP-a i dva nova Luminescent oklopa za igrače. Ovo je usledilo 13. januara 2015. od strane Point of No Return, poslednje osme i poslednje epizode u drugoj sezoni. Ovo ažuriranje je uključivalo nekoliko instanci nove priče, potpuno novi bos za kojeg je potreba velika grupa igrača, dva nova dela Luminescent oklopa za igrače i niz novih dostignuća, između ostalog. Ova epizoda služi da vodi direktno u prvu ekspanziju, Heart of Thorns.

### Ekspanzija
Dana 24. januara 2015, u PAX South održanoj u San Antoniju, ArenaNet je objavio prvu ekspanziju za igru pod nazivom . Ekspanzija je uvela nove grupne izazove, nove specijalizacije, novu profesiju i sistem "majstorstva" zasnovan na računu za napredovanje karaktera kroz nove teritorije, kao i promene u trenutnom sadržaju Igrača protiv Igrača. Objavljena je 23 oktabra 2015 g. pod pozitivnim utiscima.
Pošto je druga sezona Living Story završena, i ekspanzija na putu, ažuriranja su bila manja jer su pušteni tizeri za ekspanziju. 27. januara 2015. godine objavljeni su brojni ispravci grešaka i poboljšanja balansa. Nakon toga, 10. februara 2015. godine objavljen je mali festival pod nazivom Lunar New Year. Ovo ažuriranje je uključivalo ponovno pokretanje starije aktivnosti pod nazivom Dragon Ball, sa prerađenim načinom igranja, kao i novim Svakodnevn Lunar Novogodišnjim dostignućima i novim nagradama.
Osnovna igra je 29. avgusta 2015. Postala besplatna. Besplatna verzija igre uključuje neka ograničenja u odnosu na osnovnu igru, kao što je manje slotova za likove i neka ograničenja za ćaskanje.

### 3 sezona
Prva epizoda treće sezone Living Story objavljena je 12. jula 2016. godine. Out of the Shadows, objavljena je 26. jula 2016. koja sadrži novi primer priče i mapu sa srodnim dostignućima, nova PvP mapa sa srodnim dostignućima, novi fraktal, neke izmene u PvP i WvW režimima igre, i brojne promene balansa.

### Ekspanzija
je drugi ekspanzioni paket za Guild Wars 2. On je postao dostupan za kupovinu 1. avgusta 2017. i objavljen 22. septembra 2017. Ekspanzija uvodi nove karakteristike kao što su životinje za jahanje, dodatne elitne specijalizacije za svaku profesiju, sistem nagrada za pobedu nad određenim neprijateljima i pristup područjima Crystal Desert i Elona (prvi put viđen u prvoj ekspanziji igre Guild Wars Nightfall. To će takođe predstaviti nove raidove i četvrtu sezonu Living Story.

### 4 sezona
sezona 4 odnosi se na raspored ažuriranja sadržaja, počevši od 28. novembra 2017. On nastavlja priču o Guild Wars 2: Path of Fire, koja se odmah vraća tamo gde je napustila priču Small Victory (Epilogue). Ovaj članak podrazumeva poznavanje priče do i uključujući Path of Fire. Energija oslobođena nakon smrti Baltazara apsorbovana je i od strane Kralkatorrik-a i Aurene. Komandant i njegovi saveznici moraju se boriti sa osnaženim starijim Zmajem koji preti Eloni, koja ostaje pod vlašću Palawa Joko besmrtne vojske.

## Kritički prijem
je objavljen na univerzalnom priznanju. Dobio je ocenu 90/100 od Metacritic.
Kris Thursten, PC Gamer, dao je igri 94% procenu, nazvavši je "ostvarenim i nagrađivanim online RPG-om koji čini mnogo da se vrati obećanje svog žanra." IGN-ov Čarls Oniett ocenio je igru 9/10, komentarisajući da je igra "jedana od najiscrpnije detaljnih i najisplativijih MMO-a u postojanju, onaj koji nikada nepravedno ne kažnjava i podstiče neverovatnu potrebu za istraživanjem kroz velikodušni sistem nagrađivanja i bolan dizajn okruženja". GameSpot-ov Kevin VanOrd otvorio je svoju recenziju sa "Guild Wars 2 je raj za istraživače i tragače uzbuđenja, i najbolja onlina igrica u godinama" i dao je igri 9.0 / 10. Computer and Video Games Andi Kelli je doneo presudu od 8.9 / 10 zatvarajući sa "Zabavnim MMO-om koji se bori sa zastrašujućim grind-om sa pametnim dizajnom. Nedostatak mesečne pretplate samo sladi igru." GamesRadar Holander Kuper u njegovoj reviziji, "Sve što bi trebalo da bude MMORPG. To je originalno, masivno u opsegu, i čudesno društveno, uklanjajući mnoga vrata koja su zadržala žanr u prošlosti. Biti u stanju da se igra sa prijateljima bez obzira na nivo ili klasa je ogroman skok napred, i onaj koji, kada se pomeša sa svim drugim inovacijama u žanru, učini Guild Wars 2 jednim od najboljih MMO-a koji su trenutno dostupni. i dajući joj 4.5 / 5 i Leif Jonson, GameSpy je napisao: "Za kredit Guild Wars 2, njena pitanja malo utiču na ogromno iskustvo celine. Ne ruši konvencije MMORPG-a, ali predstavlja ih u svežijem i živopisnijem načinu od svojih konkurenata."
Time magazin je naveo Guild Wars 2 kao vrhunsku videoigru 2012. Urednik Mat Pekham je napomenuo da je "Guild Wars 2 jedna od onih retkih igara koje neočekivano obaraju vaš život, kao što je meteorološki udar u satelit" ... ima osećaj živog sveta, i vrstu kompulzivne igrivosti svuda-gde-idite, druge MMO-e samo sanjaju o tome. "

## Spoljašnje veze
- Zvanični veb-sajt
- Zvanični veb-sajt ArenaNet-a